# Ганду
Ганду (порт. Gandu) — муниципалитет в Бразилии, входит в штат Баия. Составная часть мезорегиона Юг штата Баия. Входит в экономико-статистический микрорегион Ильеус-Итабуна. Население составляет 30 091 человек на 2007 год. Занимает площадь 229,121 км². Плотность населения — 130,8 чел./км².
Праздник города — 28 июля.

## История
Город основан 28 июля 1958 года.

## Статистика
- Валовой внутренний продукт на 2005 год составляет 103 680 000 реалов (данные: Бразильский институт географии и статистики).
- Валовой внутренний продукт на душу населения на 2005 год составляет 3757 реалов (данные: Бразильский институт географии и статистики).
- Индекс развития человеческого потенциала на 2000 год составляет 0,674 (данные: Программа развития ООН).